# Les Genevez
Les Genevez (toponimo francese) è un comune svizzero di 499 abitanti del Canton Giura, nel distretto delle Franches-Montagnes.

## Monumenti e luoghi d'interesse

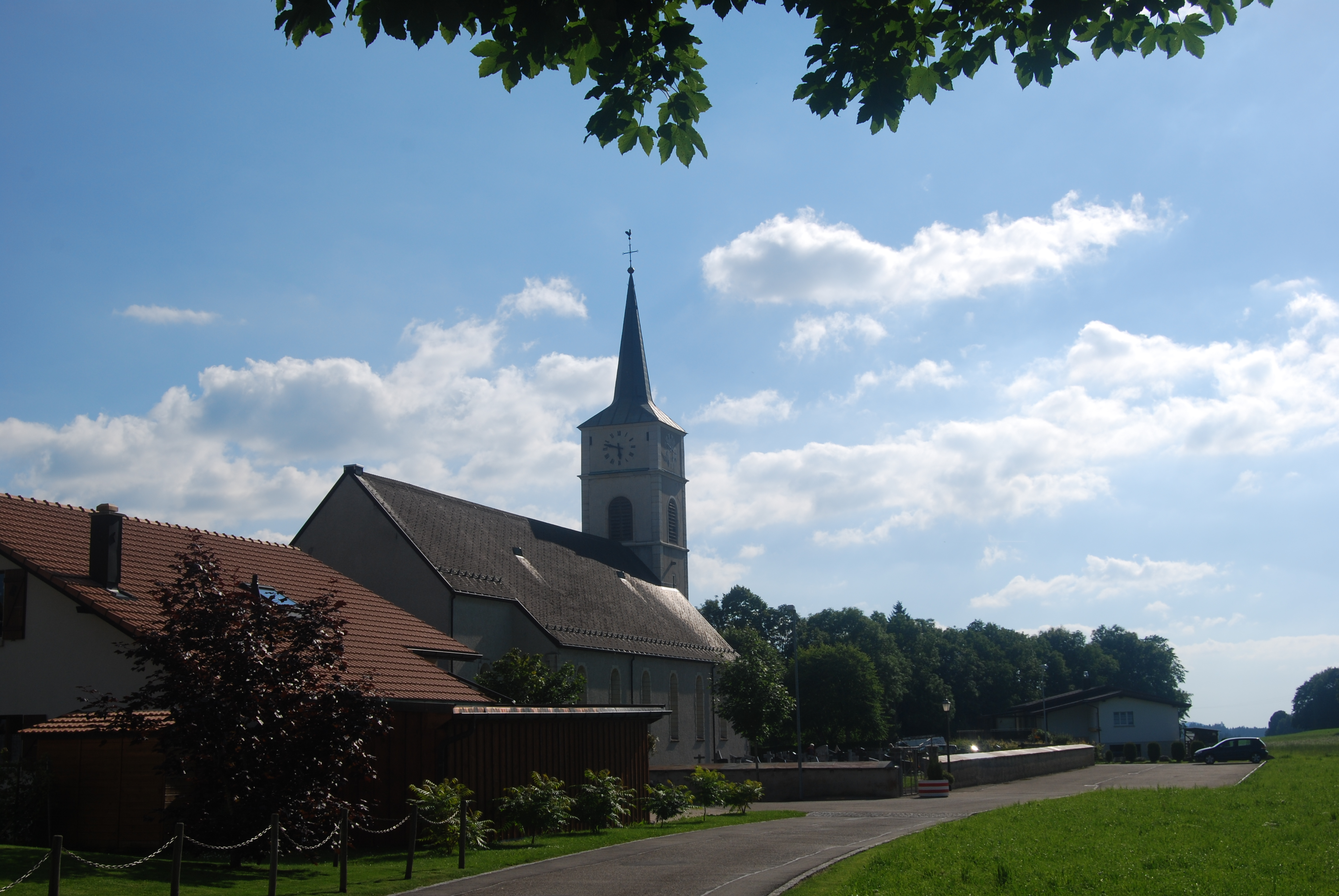
La chiesa cattolica

- Chiesa cattolica, eretta nel 1620 e ricostruita nel 1935[1].

## Società

### Evoluzione demografica
L'evoluzione demografica è riportata nella seguente tabella:
Abitanti censiti

## Geografia antropica
Le frazioni di Les Genevez sono:
- Le Prédame
- Les Bois-Rebetez[senza fonte]
- Les Joux[senza fonte]
- Les Vacheries des Genevez

## Amministrazione
Dal 1853 comune politico e comune patriziale sono uniti nella forma del commune mixte.